# Bruno Clément-Bollée
Bruno Clément-Bollée, né le 18 février 1954 à Bordeaux, est un officier général français. 
Général de corps d’armée, il est nommé le 1er août 2010 directeur de la coopération de sécurité et de défense au ministère des Affaires étrangères.

## Biographie
Bruno (Bruno, Raymond, Marie-Joseph) Clément-Bollée est né à Bordeaux (Gironde), où il a notamment effectué ses études, à Caudéran puis à Talence. Il est marié et père de cinq enfants.
- Issu de l’École militaire interarmes de Coëtquidan (EMIA), il commence sa carrière en faisant le choix de servir dans les Troupes de marine, spécialité Arme blindée cavalerie.
- Après avoir commandé des pelotons de combat au sein du Régiment d’Infanterie de chars de marine (RICM) et au 23e Bataillon d’infanterie de marine (Dakar), il prend le commandement d’un escadron de combat au RICM.
- Après avoir occupé les fonctions de chef des opérations et conseiller technique auprès de la Garde Nomade de l’armée djiboutienne, il commande le bureau ’Opérations’ du  1er Régiment d'Infanterie de Marine (1er RIMa).
- Breveté de l’enseignement militaire supérieur, il exerce des responsabilités en administration centrale en qualité d’adjoint puis de chef de la cellule de crise Yougoslavie au Centre opérationnel interarmées (ex- CPCO), et par la suite, comme chef de la section ’Afrique, Proche et Moyen-Orient’ au sein de la chaîne ’Relations Internationales’ de l’État-major des armées.
- Entre 1997 et 1999, il commande le 5e régiment interarmes d'outre-mer (Djibouti).
- Puis il a été engagé à plusieurs reprises en opérations extérieures au Tchad, en République centrafricaine, à Djibouti, en Bosnie et en Côte d’Ivoire.
- Il est ancien auditeur de l’Institut des Hautes Études de la Défense Nationale, du Centre des Hautes Études Militaires et du Centre des Hautes Études sur l’Afrique et l’Asie modernes.
- Comme officier général, il est d’abord adjoint du chef d’état-major particulier du président de la République (EMP) de 2002 à 2005, puis est nommé commandant supérieur des Forces armées dans la zone sud de l’océan Indien (FAZSOI) de 2005 à 2007.
- De 2007 à 2008, il commande les troupes françaises en Côte d’Ivoire et la force interarmées de l’opération Licorne.
- De 2008 à 2010, il est Commandant de la région Terre Sud-Ouest, Officier général de la zone de défense Sud-Ouest, commandant d'arme de la place de Bordeaux.
- Le 1er août 2010, il est nommé directeur de la coopération de sécurité et de défense (DCSD) au ministère des Affaires étrangères et européennes.

## Décorations

### Intitulés
- Commandeur de la Légion d'honneur ; décret du 9/07/2010 (officier du 3 juillet 2003. Cité.)
- Grand officier de l'ordre national du Mérite ; décret du 04/11/2013 (Officier du 17 décembre 1999, commandeur du 17 novembre 2006)
- Croix de la Valeur militaire avec 3 citations (3 étoiles, argent et bronze)
- Croix du combattant
- Médaille d'Outre-Mer
- Médaille de vermeil des Affaires étrangères
- Médaille de la Défense nationale, échelon argent
- Médaille de reconnaissance de la Nation
- Médaille commémorative française
- Médaille de l'OTAN
- Commandeur de l'ordre de la grande Comore
- Commandeur de l'ordre d'Anjouan
- Commandeur de l'ordre de Moheli
- Commandeur du mérite de Côte d'Ivoire
- Commandeur de l'ordre du Lion (Sénégal)
- Officier du mérite malien
- Officier de la grande étoile de Djibouti
- Officier du mérite mauritanien
- Officier de l’Ordre national malagasy (Madagascar-2007)

## Brevet
- Brevet militaire parachutiste